# Globigerina
Globigerina è un genere di protisti della classe dei Foraminifera.
Sono classificati come protozoi, conducono solitamente vita libera in ambienti marini e possono sopportare la pressione idrostatica fino a 4000 metri di profondità.
I gusci di Globigerina costituiscono gran parte dei sedimenti calcarei del fondale, dando origine ai fanghi di globigerine.
Le camere si dispongono con un andamento elicoidale.